# Arnulf Sunde
Arnulf Sunde (* 12. Oktober 1951 in Skreia) ist ein ehemaliger norwegischer Eisschnellläufer.
Sunde, der für den Gjøvik Skøiteklub startete, nahm von 1968 bis 1976 an internationalen Wettbewerben teil. Dabei kam er bei der Sprintweltmeisterschaft 1973 in Oslo auf den 21. Platz und bei der Sprintweltmeisterschaft 1974 in Innsbruck auf den 30. Rang im Sprint-Mehrkampf. Bei seiner einzigen Teilnahme an Olympischen Winterspielen im Februar 1976 in Innsbruck belegte er den sechsten Platz über 500 m. Zudem nahm er zwischen 1970 und 1981 an 12 norwegischen Sprintmeisterschaften teil. Seine beste Platzierung dabei erreichte er in den Jahren 1971 und 1975 mit dem vierten Platz im Sprint-Mehrkampf.

## Persönliche Bestzeiten
| Disziplin | Zeit         | Datum            | Ort     |
| --------- | ------------ | ---------------- | ------- |
| 500 m     | 38,71 s      | 20. März 1976    | Almaty  |
| 1000 m    | 1:19,80 min  | 24. Februar 1979 | Gjøvik  |
| 1500 m    | 2:05,54 min  | 15. März 1979    | Savalen |
| 3000 m    | 4:23,80 min  | 7. Februar 1979  | Gjøvik  |
| 5000 m    | 7:47,75 min  | 15. März 1979    | Savalen |
| 10.000 m  | 16:56,60 min | 17. Januar 1979  | Gjøvik  |